# Закон Української СРР про землю 1920
Закон Української СРР про землю 1920 — закон, затверджений Всеукрревкомом 5 лютого 1920. Цим законом було офіційно призупинено політику примусового насадження в УСРР радгоспів і комун, яка на практиці зазнала повного провалу. Закон був розроблений відповідно до ухваленої в листопаді 1919 пленумом ЦК РКП(б) резолюції "Про радянську владу на Україні". Саму резолюцію написав В.Ленін після осмислення невдач радянської влади в справі комунізації українського села. В ній аграрно-селянській політиці КП(б)У він надав іншого спрямування, ніж те, що було визначено ухваленою в березні 1919 програмою РКП(б). Резолюція була винесена на розгляд 8-ї конференції РКП(б) і після ухвалення набула значення загальнопартійного документа. Резолюція вимагала негайно здійснити в Україні заходи щодо:
- повної ліквідації відновленого Денікіним поміщицького землеволодіння з передачею земель безземельним та малоземельним селянам;
- будування радгоспів тільки в строго необхідних розмірах, зважаючи на життєві інтереси навколишнього селянства;
- полишення справи об'єднання в комуни та артілі на вільне вирішення самих селян, із суворим покаранням місцевих властей за всякі спроби внести сюди основу примусу.

На 8-й конференції РКП(б) між В.Леніним і головою РНК УСРР Х.Раковським спалахнула дискусія з приводу оцінки земельної політики більшовиків в Україні, здійснюваної до початку денікінської окупації. Х.Раковський визнавав тільки "деякі мимовільні помилки" українського комуністичного партійно-радянського керівництва в радгоспному будівництві й наполягав на збереженні радянських господарств у землезабезпечених повітах. "Радгоспи на селі, – заявив він, – будуть базою нашого комуністичного будівництва". Підсумовуючи в заключному слові дискусію, В.Ленін наголосив: "З приводу промови т. Раковського доводиться сказати, що коли він заявив, що радянські господарства повинні бути основою нашого комуністичного будівництва, то це неправильно. Ні в якому разі так ставити справу ми не можемо. Ми повинні визнати, що тільки дуже невелику частину культурних господарств ми повинні дати під радянські господарства, інакше ми блоку з дрібним селянством не матимемо, а нам цей блок необхідний".
Закон УСРР про землю розроблявся керівниками КП(б)У за участю В.Леніна. Затверджений Всеукрревкомом, цей закон прямо забороняв органам радянської влади відводити землю під радгоспи "без цілковитої переконаності в доцільності їх створення". В кожному випадку, коли виникало питання про створення радгоспу, воно повинно було вивчатися за участю представників місцевих селян. Закон визначав також принципи передачі земель безземельним і малоземельним селянам. Головним був принцип зрівняльного розподілу. Під такий розподіл підлягала не тільки поміщицька земля, в багатоземельних селянських господарствах (із площею понад 15 десятин) частина землі також відрізалася, навіть якщо ці господарства не використовували найманої праці. Розподіл здійснювався за певною нормою в розрахунку на їдця. Норми зрівняльного поділу визначалися повітовими земельними відділами відповідно до місцевих умов. Коли в тій чи ін. місцевості "нетрудових" земель (тобто поміщицьких або селянських, на яких застосовувалася наймана праця) для наділення безземельних та малоземельних селян за встановленою нормою бракувало, то землю брали з державного фонду, якщо він існував, або від радгоспів та цукрових заводів.
Внаслідок реалізації нового закону про землю кількість радгоспів в Україні скоротилася порівняно з 1919 з 1685 до 571. У розпорядженні цукрових заводів залишилася тільки 1/3 землі, відведеної їм 1919.